# Yoon Chae-kyung
Đây là một tên người Triều Tiên, họ là Yoon.
Yoon Chae-kyung hay còn được viết là Yoon Chae-kyeong (Hangul: 윤채경, Hanja: 尹彩暻, sinh ngày 7 tháng 7 năm 1996), là một nữ ca sĩ và diễn viên người Hàn Quốc, được ra mắt vào năm 2012 như là một thành viên của Puretty và tan rã vào năm 2014. Cô được biết đến như một thí sinh của Kara project (năm 2014) và Produce 101 (2016).
Cô đã xuất hiện trên mockumentary series The God of Music 2 - dự án nhóm nhạc C.I.V.A. Cô đã tham gia dự án nhóm nhạc nữ I.B.I với các cựu thí sinh produce 101 dưới sự quản lý của LOEN Entertainment. Vào ngày 11 tháng 11 năm 2016 DSP Media thông báo rằng cô sẽ gia nhập April như một thành viên chính thức.

## Tiểu sử
Chae-kyung sinh ngày 07 tháng 7 năm 1996 ở Incheon và lớn lên ở Siheung.
Cô tốt nghiệp trường trung học Eungye và Trường Nghệ thuật Hanlim.

## Sự nghiệp

### 2012-14: Puretty và Kara Project
Chae-kyung là một thành viên của nhóm nhạc nữ DSP Media Puretty là chủ yếu hoạt động tại Nhật Bản, ra mắt vào tháng 1 năm 2012 và tan rã vào năm 2014. Trong năm 2014, cô xuất hiện trên chương trình truyền hình thục tế sống còn của MBC Music, Kara project, cô cạnh tranh với các học viên nữ khác để được ra mắt như là một thành viên mới của nhóm nhạc nữ Kara.

### 2016-nay: produce 101, C.I.V.A, I.B.I và April
Trong năm 2016, Chaekyung tham gia chương trình truyền hình thực tế Produce 101, ở vị trí thứ 16 chung cuộc. Vào ngày 01 tháng 6 năm 2016, cô phát hành đĩa đơn kỹ thuật số với Chaewon-April mang tên Clock. Trong tháng Bảy, cô đã được chọn trong series The God of Music 2 và ra mắt với nhóm dự án C.I.V.A. Vào ngày 18, cô cùng với các cựu thí sinh Produce 101 tham gia nhóm nhạc nữ dự án I.B.I dưới sự quản lý của Loen Entertainment.
Vào ngày 11 tháng 11 năm 2016, DSP Media đã giới thiệu Chaekyung là một thành viên mới được bổ sung vào April

## Danh sách đĩa nhạc

### 2012-2013
| Năm  | Tựa đề                               | Thông tin                                                                               | Hợp tác                         |
| ---- | ------------------------------------ | --------------------------------------------------------------------------------------- | ------------------------------- |
| 2012 | - "チェキ☆ラブ (Cheki☆Love)"         | - Phát hành: 05 Tháng 9 2012 - Ngôn ngữ: Nhật Bản - Hãng đĩa: Universal Music Japan     | như một thành viên nhóm Puretty |
| 2013 | "シュワシュワ BABY (Shwa Shwa BABY)" | - Phát hành: 30 tháng 1 năm 2013 - Ngôn ngữ: Nhật Bản - Hãng đĩa: Universal Music Japan | như một thành viên nhóm Puretty |

### 2016
| Tiêu đề       | Nghệ sĩ hợp tác                                                               |
| ------------- | ----------------------------------------------------------------------------- |
| "Clock"       | Chaewon- April                                                                |
| "Why"         | Kim Sohee, Lee Soo-min như một thành viên nhóm C.I.V.A                        |
| "Molae molae" | Kim So-hee,Lee Hae-in, Lee Soo-hyun, Han Hye-ri như một thành viên nhóm I.B.I |

### 2017
APRIL story

## Danh sách phim

### Tv series
| Năm  | Tên                | Vai trò  | Kênh          | Ghi chú   |
| ---- | ------------------ | -------- | ------------- | --------- |
| 2014 | Kara Project       | Bản thân | MBC Music     | Thí sinh  |
| 2016 | The God of Music 2 | Bản thân | Mnet          | Thí sinh  |
| 2016 | Produce 101        | Bản thân | Mnet          | Thí sinh  |
| 2016 | Plan Man           | Bản thân | tagTV, TRENDY | Diễn viên |
| 2016 | Hello I.B.I        | Bản thân | JTBC          | Diễn viên |